# Dries (Vorname)
Dries ist ein männlicher Vorname. Er ist die Kurzform des niederländischen Vornamens Andries, der seinerseits vom altgriechischen Andreas entstammt. Vom altgriechischen andreios abgeleitet steht er somit wie seine Varietäten für „mannhaft“, „tapfer“ oder „tüchtig“.

## Namensträger
- Dries van Agt (1931–2024), niederländischer Politiker
- Dries Blockx (* 1997), belgischer Eishockeyspieler
- Dries Buytaert (* 1978), belgischer Programmierer
- Dries van Coillie CICM (1912–1998), belgischer römisch-katholischer Priester und Missionar
- Dries De Bondt (* 1991), belgischer Radrennfahrer
- Dries Devenyns (* 1983), belgischer Radrennfahrer
- Dries Helsloot (* 1937), niederländischer Radrennfahrer
- Dries Hollanders (* 1986), belgischer Radrennfahrer
- Dries Holten (1936–2020), niederländischer Sänger und Liedtexter
- Dries Holthuys (fl. ≈ 1492–1508), deutscher Bildhauer
- Dries Koekelkoren (* 1988), belgischer Beachvolleyballspieler
- Dries Leirs (* 1991), belgischer Eishockeyspieler
- Dries van der Lof (1919–1990), niederländischer Autorennfahrer
- Dries Mertens (* 1987), belgischer Fußballspieler
- Dries Riphagen (1909–1973), niederländischer Krimineller und Kollaborateur
- Dries Steijnen (* 1983), belgischer Eishockeyspieler
- Dries Van den Broecke (* 1995), belgischer Skirennläufer
- Dries Van Gestel (* 1994), belgischer Radrennfahrer
- Dries Van Noten (* 1958), belgischer Modeschöpfer
- Dries Vanthoor (* 1998), belgischer Autorennfahrer
- Dries Verhoeven (* 1976), niederländischer Theatermacher und Konzeptkünstler
- Dries Wouters (* 1997), belgischer Fußballspieler